# Наукове фентезі (журнал)
Наукове фентезі (англ. Science Fantasy, який також з'являвся під назвами Impulse та SF Impulse) — британський журнал фентезі та журнал наукової фантастики, запущений у 1950 році Nova Publications як додаток до журналу Нові світи (New Worlds) від Nova. Редактором перших двох випусків був Волтер Ґіллінґс, а потім його замінив Джон Карнелл, редактор New Worlds, як спосіб економії. Карнелл редагував обидва журнали, доки на початку 1964 року Nova не припинила роботу. Назви були придбані Roberts & Vinter, які найняли редагувати Наукове фентезі Кирила Бонфігліолі. На початку 1966 року Бонфігліолі змінив назву на Імплюс, але нова назва призвела до плутанини з розповсюджувачами, і продажі впали, хоча журнал залишався прибутковим. Кілька останніх випусків назву знову змінили на НФ Імплюс. Наукове фентезі припинила видання наступного року, коли Roberts & Vinter опинилася під фінансовим тиском після того, як їх друкарня збанкрутувала.
Ґіллінґс мав перелік матеріалів, які він придбав під час редагування Фентезі, і він використав це для Наукового фентезі, а також включив до нового журналу свій власний фензин Огляд наукового фентезі (Science Fantasy Review). Після того, як Карнелл перейшов на посаду, Наукове фентезі зазвичай містив довгу новелу разом із кількома коротшими оповіданнями. Серед видатних учасників у 1950-х роках були Джон Браннер, Кен Балмер і Браян Олдісс, чий дебютний роман Без зупинки з'явився (у ранній версії) у випуску за лютий 1956 року. Фантастичні оповідання почали з'являтися частіше в другій половині 1950-х років, а на початку 1960-х років Карнелл почав публікувати добре прийняті історичні фентезі Томаса Бернетта Свонна. Карнелл вважав, що літературна якість Науковоїго фентезі завжди була вищою, ніж Нові світи, і на початку 1960-х років його зусилля були винагороджені трьома послідовними номінаціями Г'юго за найкращий журнал. Під керівництвом Бонфільйолі з'явилося більше нових письменників, зокрема Кіт Робертс, Браян Стейблфорд і Джозефіна Сакстон. На думку історика наукової фантастики Майка Ешлі, останній рік «Імпульсу», як він називався на той час, містив одні з найкращих матеріалів, які будь-коли публікувалися в британському науково-фантастичному журналі.

## Історія видання

### Ґіллінґс і Карнелл
| |        | Весна | Весна    | Весна   | Літо    | Літо    | Літо   | Осінь   | Осінь    | Осінь   | Зима     | Зима    |
| | січень | лютий | березень | квітень | травень | червень | липень | серпень | вересень | жовтень | листопад | грудень |
| --- | ------ | ----- | -------- | ------- | ------- | ------- | ------ | ------- | -------- | ------- | -------- | ------- |
| 1950 рік |        |       |          |         |         | 1/1     |        |         |          |         |          | 1/2     |
| 1951 рік |        |       |          |         |         |         |        |         |          |         |          | 1/3     |
| 1952 рік |        |       | 2/4      |         |         |         |        |         | 2/5      |         |          |         |
| 1953 рік |        |       | 2/6      |         |         |         |        |         |          |         |          |         |
| 1954 рік |        |       | 7 (й)    |         | 8       |         | 9      |         | 10       |         |          | 11      |
| 1955 рік |        | 12    |          | 13      |         | 14      |        |         | 15       |         | 16       |         |
| 1956 рік |        | 17    |          |         | 18      |         |        | 19      |          |         |          | 20      |
| 1957 рік |        | 21    |          | 22      |         | 23      |        | 24      |          | 25      |          | 26      |
| 1958 рік |        | 27    |          | 28      |         | 29      |        | 30      |          | 31      |          | 32      |
| 1959 рік |        | 33    |          | 34      |         | 35      |        | 36      |          |         | 37       | 38      |
| Випуски наукового фентезі 1950-х років, із зазначенням номера тому/випуску та позначено кольором, щоб показати, хто був редактором кожного випуску. Волтер Гіллінгс був редактор перших двох випусків; Джон Карнелл очолив решту 1950-ті роки. Підкреслення означає, що журнал мав назву сезону (наприклад, « Літо 1950 року») для цього випуску. Випуск 7 був датований лише 1954 роком. |        |       |          |         |         |         |        |         |          |         |          |         |

На початку 1946 року Джон Карнелл запустив новий науково-фантастичний журнал під назвою Нові світи (New Worlds), видаваний видавництвом Pendulum Publications. Перший номер вийшов у липні 1946 року і погано продавався. Другий номер, що вийшов у жовтні того ж року, продавався краще, але до кінця 1947 року Pendulum Publications збанкрутував, випустивши тільки ще один номер. Група шанувальників наукової фантастики, включаючи Карнелла та Френка Купера, вирішила перезапустити журнал під власним контролем і заснувала Nova Publications Ltd. Четвертий випуск вийшов у квітні 1949 року.
У той же час, коли з'явився перший номер Нових світів, фанат наукової фантастики і репортер за професією Волтер Ґіллінґс запустив окремий британський журнал під назвою Фентезі. До закриття у 1947 році Фентезі вийшло лише в трьох випусках, але Ґіллінґс накопичив значний перелік історій — достатньо, щоб заповнити дев'ять випусків. Після закриття проєкту Фентезі Ґіллінґс опублікував фензин під назвою Фетнезі рев'ю (Fantasy Review), починаючи з березня 1947 року.
У 1950 році, коли Нові світи виходив щоквартально стабільно, Nova Publications вирішила запустити супутню програму Наукове фентезі (Science Fantasy). Вони обрали Ґіллінґса редактором, і його фензин, який у 1949 році отримав нову назву Огляд наукового фентезі (Science Fantasy Review), був включений до нового журналу як відділ. Перший номер був датований літом 1950 року, але суперечки щодо друку призвели до того, що другий номер було відкладено до зими. Нормування паперу відклало вихід третього випуску на зиму 1951 року, але ще до його появи Nova вирішила, що більше не може дозволити собі мати окремих редакторів для Нових світів і Наукового фентезі, і Ґіллінґса було звільнено. За словами Карнелла, також існували «фундаментальні розбіжності в думках», які призвели до рішення його замінити.
Після випуску весни 1953 року Nova Publications вирішила змінити друкарню, щоб скоротити витрати та знизити ціну обкладинки з 2/- (10 пенсів) до 1/6 (7,5 пенсів). Нові друкарні, The Carlton Press, не дотримувались узгодженого графіка друку та виконували роботу низької якості; були також страйки друкарів, і цей збій спричинив тривалі затримки з появою сьомого випуску. Поки тривала суперечка з друкарнями, Карнелл і Моріс Ґолдсміт, журналіст, знайомий Карнелла, зібрали невелику конференцію відомих авторів наукової фантастики, зокрема Артура Кларка та Джона Віндема. Ґолдсміт висвітлював конференцію для тижневого журналу Illustrated, і стаття привернула увагу Maclaren & Sons Ltd, технічного торгового видавця, зацікавленого у запуску нового наукового журналу. Карнелл відхилив пропозицію через свою лояльність до Nova Publications, але подальші дискусії зрештою призвели до того, що Макларен взяв під контроль Nova Publications із зобов'язанням випускати Нові світи щомісяця, а Наукове фентезі — раз на два місяці. Юридичний відділ Макларена допоміг у вирішенні суперечки з The Carlton Press, і нарешті з'явився сьомий випуск Наукового фентезі з датою обкладинки — березень 1954 року.
У 1958 році Nova вирішила запустити британське перевидання американського журналу Науково-фантастичні пригоди (Science Fiction Adventures) під тією ж назвою. Британські Науково-фантастичні пригоди проіснували до травня 1963 року, коли були закриті через падіння продажів. Нові світи, головна назва Nova, і Наукове фентезі також страждали від низьких продажів, наклад яких оцінювався приблизно в 5000 примірників. Хоча того року для Наукового фентезі також розглядалася зміна розкладу, що виходить раз на два місяці. У вересні Nova вирішила закрити обидва проєкти, що залишилися, і, готуючись до змін, Карнелл підписав контракт у грудні 1963 року на редагування оригінальної серії антології Нові твори НФ (New Writings in SF) для видавця Денніса Добсона. Відповіді читачів на новини про заплановане припинення журналів включали лист Майкла Муркока, опублікований у квітні 1964 року в Нові світи, із запитанням, як тепер британський ринок зможе навчити авторів продавати більш високооплачувані журнали США.

### Roberts & Vinter
| | січень | лютий | березень | квітень | травень | червень | липень | серпень | вересень | жовтень | листопад | грудень |
| --- | ------ | ----- | -------- | ------- | ------- | ------- | ------ | ------- | -------- | ------- | -------- | ------- |
| 1960 рік |        | 39    |          | 40      |         | 41      |        | 42      |          | 43      |          | 44      |
| 1961 рік |        | 45    |          | 46      |         | 47      |        | 48      |          | 49      |          | 50      |
| 1962 рік |        | 51    |          | 52      |         | 53      |        | 54      |          | 55      |          | 56      |
| 1963 рік |        | 57    |          | 58      |         | 59      |        | 60      |          | 61      |          | 62      |
| 1964 рік |        | 63    |          | 64      |         | 65      | 66     |         | 67       |         |          | 68      |
| 1965 рік | 69     |       | 70       | 71      | 72      | 73      | 74     | 75      | 76       | 77      | 78       | 79      |
| 1966 рік | 80     | 81    | 1/1      | 1/2     | 1/3     | 1/4     | 1/5    | 1/6     | 1/7      | 1/8     | 1/9      | 1/10    |
| 1967 рік | 1/11   | 1/12  |          |         |         |         |        |         |          |         |          |         |
| Випуски наукового фентезі 1960-х років, із зазначенням номера тому/випуску та позначено кольором, щоб показати, хто був редактором кожного випуску. Джон Карнелл був редактор до квітня 1964 р., після чого очолив Кирило Бонфільйолі. Останні п'ять номерів редагували Кейт Робертс і Гаррі Гаррісон. Випуски з 65 по 69 були названий двома послідовними місяцями, наприклад, номер 66 був датований липень–серпень 1964 р. |        |       |          |         |         |         |        |         |          |         |          |         |

На початку 1964 року Девід Ворбертон з Roberts & Vinter, відомий видавець, почув від друкарні Science Fantasy та New Worlds, що журнали незабаром закриються. Ворбертон вирішив, що наявність респектабельного журналу допоможе йому отримати хороше розповсюдження книг Roberts & Vinter: Наукова фантастика та Нові світи мали домовленості про розповсюдження з двома головними британськими газетними кіосками того часу, Джоном Мензісом та В. Г. Смітом. Карнелл не хотів продовжувати редагувати журнали на додаток до New Writings у SF, і порекомендував Муркока Варбертону; також виявив інтерес Кіріл Бонфільйолі, оксфордський арт-дилер, який був другом Браяна Олдісса. Ворбертон дав Муркоку вибір, який журнал редагувати; Муркок обрав Нові світи, а Бонфільйолі став новим редактором Наукове фентезі. Roberts & Vinter змінив формат із дайджесту на м'яку обкладинку, і першим випуском під контролем Бонфільйолі був номер 65, датований червнем–липнем 1964 року. Спочатку графік був дещо нерегулярним, коли кожен випуск датувався двома місяцями, навіть якщо між двома випусками було лише місяць — наприклад, за червнем–липнем 1964 року йшов липень–серпень 1964 року. З березня 1965 року розпочато регулярний місячний розклад.
Бонфільйолі часто купував матеріал у письменників без усталеної репутації; він не докладав особливих зусиль, щоб отримати історії від відомих імен. Він був відомий тим, що писав довгі й корисні листи-відмови новоприбулим, але він також мав репутацію лінивця, і більшу частину повсякденної редакторської роботи виконували помічники — спочатку Джеймс Паркхілл-Ретбоун, а потім Кіт Робертс.
Бонфільйолі не сподобалася назва журналу, вважаючи, що він «обіцяє найгірше з обох світів»; він запропонував нову назву Калібан, але видавець відмовив його. Натомість він зупинився на Імпульсі, і починаючи з випуску в березні 1966 року журнал з'явився під новою назвою. Формат м'якої обкладинки залишився без змін, але нумерацію томів було відновлено з тому 1 під номером 1, щоб «розірвати всі зв'язки з Науковим Фентезі», за словами історика наукової фантастики Майка Ешлі. Зміна назви виявилася катастрофічною; журнал з назвою Імпульс вже був, і це викликало проблеми з розповсюдженням. Крім того, розгляд Імпульсу як нового журналу означав, що потрібен був новий контракт на розповсюдження. З серпня 1966 року Бонфільйолі спробував виправити збитки, змінивши назву на НФ Імпульс, але результатом стало різке падіння тиражів.
До кінця 1966 року Бонфільйолі заробив достатньо грошей на торгівлі антикваріатом, щоб мати можливість піти на пенсію в Джерсі. Джеймс Баллард ненадовго працював у журналі як редактор, але його цілі щодо журналу були надто далекими від цілей видавця, і його швидко замінив Гаррі Гаррісон. Гаррісону майже негайно довелося залишити Англію та передав більшу частину повсякденного управління журналом Кіту Робертсу. Незважаючи на невдачу після зміни назви Бонфільйолі, журнал все ще був прибутковим, але в липні 1966 року дистриб'ютор Roberts & Vinter, Thorpe & Porter, збанкрутував, заборгувавши Roberts & Vinter значну суму. Фінансовий тиск, що виник у результаті цього, змусив Roberts & Vinter вирішити зосередитися на своїх більш прибуткових журналах, і випуск НФ Імпульс у лютому 1967 року став останнім, хоча Нові світи, дочірній журнал, вижив завдяки гранту Ради мистецтв, отриманому зусиллями Браяна Олдісса. Назву було об'єднано з Новими світами, починаючи з випуску в березні 1967 року, але нічого із вмісту НФ Імпульс не було збережено.

## Зміст і відгуки

### 1950-ті роки
У першому номері Ґіллінґс заявив, що його цікавить наукове фентезі «в усіх його формах: з його значущими ідеями, його дивовижними пророцтвами, його чистою вигадкою, його еволюцією як захоплюючої літератури». Історії в першому випуску, взяті з переліку матеріалів Гіллінгса для Наукового фентезі, включали «Пояс» Дж. М. Волша; «Стріла часу» Артура Кларк; і «Монстр» Джона Крістофера, підписаного як Крістофер Юд. Ґіллінґс також включив кілька нон-фікшн-статей, таких як його фанзин «Огляд наукового фентезі», включений до Наукового фентезі як відділ і зведений до кількох сторінок. У першому номері Гіллінгс проаналізував статтю Джейкоба Броновського про наукову фантастику, яка була опублікована в Дейлі мейл. Було також три колонки рецензій на книги: дві Ґіллінґс а, який писав під псевдонімами, і одна Джона Ейкена, сина поета Конрада Айкена.
Коли на посаду прийшов Карнелл, він планував відрізнити Наукове фентезі від його дочірнього журналу Нові світи, додавши більше фентезі, а в Нові світи не друкувати нічого, крім наукової фантастики, хоча потрібен був час, щоб обидва журнали розвинули різні особистості. Карнелл відмовився від нон-фікшн і натомість опублікував серію гостьових редакційних статей, починаючи з Ґіллінґса в третьому випуску та Х. Дж. Кемпбелла в четвертому випуску. Придбання Nova Publications компанією Maclaren дало Карнеллу доступ до видавничих потужностей добре відомої компанії та встановлених каналів розповсюдження, що дозволило йому зосередитися на своїх редакторських обов'язках. Карнелл, як правило, вміщував довші історії в Науковому фентезі, ніж у Нових світах, а Наукове фентезі, як правило, містило довгу новелу з кількома короткими оповіданнями. Почали з'являтися історії, які не підходили б для Нових Світів, як-от «Вічність» Вільяма Темпла (лютий 1955 р.), у якому інопланетяни таємничим чином надають ореоли тисячам людей, і «Вільна воля» Дала Стівена, у якій зображений робот-привид. Історії в химерній фентезійній традиції, започаткованій Невідомим, не часто з'являлися в Науковому фентезі.
Багато провідних романів 1950-х років були надані Джоном Бруннером і Кеном Балмером. Перша поява Бруннера відбулася у вересні 1955 року з «Талісманом»; протягом наступних кількох років він писав як наукову фантастику, так і фентезі для Наукового фентезі, включаючи «Час читати» (грудень 1956), фентезі про альтернативний світ, і «Лунгфіш» (грудень 1957), історію про космічний корабель поколіннь. Перша поява Булмера в Науковому фентезі відбулася в червні 1955 року з «Psi No More»; після цього він регулярно робив публікації. Коротка версія першого роману Брайана Олдісса, «Без зупинки», з'явилася в випуску за лютий 1956 року, і Олдісс згодом написав кілька експериментальних історій. З 1956 року журнал містив значно більше фентезі, ніж фантастика.
На думку Карнелла, літературна якість Наукового фентезі була «набагато вищою», ніж у Нових світах, але з двох журналів Нові світи завжди продавався краще. Рішучість Карнелла підтримувати високу якість змусила його відкласти публікацію 20 випуску на два місяці через «брак відповідного матеріалу». Його зусилля були винагороджені частою появою історій із «Наукової фантастики» в щорічній серії антології «Найбільша науково-фантастична антологія» за редакцією Джудіт Мерріл. Карнелл час від часу використовував передруки, часто вибираючи історії відповідно до фокусу журналу на нестандартному фентезі, наприклад, «Простір-час для спрингерів» Фріца Лейбера та «Читець на цвинтарі» Теодора Стерджена. Наприкінці 1950-х років Карнелл почав знову вводити нон-фікшн, і, починаючи з 1959 року, він надрукував серію статей Сема Московіца про ключових фігур ранньої історії наукової фантастики, таких як Едгар Аллан По; ці статті, які вперше з'явилися в американських журналах, таких як Стеліт сайнс фікшн, пізніше були зібрані як Дослідники нескінченного. На думку критика Браяна Стейблфорда, художня робота була різної якості; серед кращих обкладинок Стейблфорд цитує роботу Браяна Льюїса, який постачав майже всі обкладинки Наукового фентезі з 1958 по 1961 рік. Історик Девід Кайл прокоментував «чудову» обкладинку третього випуску від Р. М. Булла, яка, на його думку, «разюче нагадує роботу Маргарет Брандейдж для „Дивних казок“ у тридцятих роках».

### 1960-ті роки
На початку 1960-х років із Науковим фентезі був тісно пов'язаний Томас Сванн. Він опублікував кілька жанрових оповідань перед тим, як почати продавати Карнеллові «Дріада-Дерево» у випуску за серпень 1960 року. Сванн спеціалізувався на історичному фентезі та «Де огняний птах?» За словами Карнелла, його переказ міфу про Ромула і Рема, який в 1962 році виходив серією у Науковому фентезі, «отримав більше похвали, ніж будь-який інший [новелет] за останні роки». На початку 1960-х Свонн був одним із трьох опор Наукового фентезі: іншими були Майкл Муркок і Дж. Г. Баллард. Першим оповіданням Балларда в Науковому фентезі була «Прима Беладона», яка з'явилася в грудневому номері 1956 року; його робота протягом наступних кількох років ідеально підходила для Наукового фентезі, і він став постійним автором. Він опублікував деякі звичайні оповідання в британських журналах, але протягом наступних кількох років більш традиційний науково-фантастичний матеріал Балларда з'явився переважно на американському ринку, а Наукове фентезі та Нові світи були зарезервовані для більш експериментального матеріалу, який був передвісником наукової фантастики Нової хвилі. Серія Муркока про Елріка з Мелнібоне про антигероя з мечем і чаклунством розпочалася з «Місто мрій» у журналі Наукове фентезі за червень 1961 року, і після цього Муркок часто з'являвся: він мав або оповідання, або есе (а іноді і те й інше) у всіх але чотири випуски, що залишилися, відредаговані Карнеллом. Перше оповідання Террі Пратчетта «Бізнес Аїда» було опубліковано в номері за серпень 1963 року. Ешлі вважає початок 1960-х років одним із кульмінаційних моментів журналу; він був номінований на премію Г'юго за кожен з останніх трьох років, протягом яких Карнелл редагував його, з 1962 по 1964 рік, але він ніколи не перемагав.
Коли в 1964 році на посаду прийшов Кіріл Бонфільйолі, у своїй першій редакційній статті він скаржився, що «щойно прочитав чверть мільйона слів ms [рукопису], і половина з них була настільки поганою, що я почервонів». Він попросив Браяна Олдісса допомогти; єдині непродані оповідання, які були в Олдісса, були з його ранніх днів, «написані ще до того, як я зрозумів суть», але Бонфільйолі сказав Олдіссу: «Вони не можуть бути гіршими за те сміття, яке надсилається». Олдісс надав чотири оповідання для перших двох номерів під своїм іменем і двома псевдонімами, «Джейл Крекен» і «Джон Рансіман». Третій номер Бонфільйолі включав перші дві історії Кіта Робертса: «Ескапізм», історія подорожі в часі, і «Аніта», перша з серії про відьму; Робертс став частим співавтором як під власним іменем, так і як «Алістер Беван», а також надав обкладинки для кількох обкладинок. «День Мінотавра», ще одне історичне фентезі Томаса Бернетта Сванна, почало виходити в серіал у тому ж номері під назвою «Блакитні мавпи». Роман Сванна «Вірвуди» також був серіал у журналі, без зміни назви. Серед інших нових письменників, які почали з'являтися під редакцією Бонфільйолі, були Жозефіна Сакстон і Браян Стейблфорд. Зосередженість Бонфільйолі на історіях, які йому особисто подобалися, а не на конкретній редакційній політиці, спонукала автора Крістофера Пріста описати Наукове фентезі під редакцією Бонфільйолі як «письменний і чарівно ексцентричний журнал із власною атмосферою».
На Всесвітній конвенції наукової фантастики в 1965 році, що відбулася в Лондоні, Бонфільйолі переконав кількох відомих письменників з'явитися в «виданні для всіх зірок… зі спеціально написаними оповіданнями навколо теми жертви». Номер, про який йдеться, був першим під новою назвою Імпульс у березні 1966 року; він включав художні твори Джеймса Бліша, Браяна Олдісса, Гаррі Гаррісона, Дж. Г. Балларда, Пола Андерсона, Джека Венса та Кіта Робертса, який написав «Сигналист», перше оповідання в його серії «Паване». Другий випуск був також високої якості, з ще одним оповіданням «Паване» і оповіданням Джона Бруннера з його серії «Мандрівник у чорному». Подальші випуски не витримали такого високого рівня, але загалом, на думку Ешлі, дванадцять номерів «Імпульсу» містили «одні з найкращих науково-фантастичних і фентезі, які коли-небудь публікувалися в британських журналах». Перше оповідання Крістофера Пріста, «Біг», було опубліковано в травневому номері 1966 року, а друге оповідання Кріса Бойса, «Джордж», було опубліковано в червні 1966 року. Два романи були опубліковані в Імпульсі, обидва добре сприйняті: Гаррі Гаррісон Посуньтесь Посуньтесь! (пізніше знятий у фільмі «Зелений сойлент») і «Льодова шхуна» Муркока. Інші історії, перераховані Ешлі, включають «Таракани» Томаса Діша та «Число, якого ви щойно досягли», а також «Очі сліпого короля» Олдісса. Стейблфорд також хвалить обкладинки останніх номерів, які здебільшого зроблені Кітом Робертсом у напівабстрактному стилі, на відміну від традиційного жанрового мистецтва.

## Бібліографічні відомості
Редакційна спадкоємність у Науковому фентезі була такою:
- Волтер Ґіллінґс: літо 1950 — зима 1950.
- Джон Карнелл: Зима 1951—1952 — квітень 1964.
- Кіріл Бонфільйолі: червень–липень 1964 — вересень 1966.
- Гаррі Гаррісон і Кіт Робертс: жовтень 1966 — лютий 1967.

Видавцем була Nova Publications до квітня 1964 року, а потім Roberts & Vinter Ltd.
Перші два випуски Наукового фентезі мали розмір дайджесту. У наступних чотирьох випусках розмір збільшився до великого дайджесту, але в сьомому випуску він знову повернувся до малого дайджесту, і залишався в такому форматі до випуску за червень–липень 1964 року, який вийшов у форматі м'якої палітурки. Решта номерів, у тому числі всі під назвою Імпульс, вийшли в м'якій палітурці. Спочатку його ціна становила 2/-; ціну було знижено до 1/6 для третього випуску, але повернуто до 2/- із сьомим випуском. З випуском 11 (грудень 1954) ціна повернулася до 2/-, і зросла до 2/6 з випуском 46 і до 3/- з випуском 61. Коли з випуском 65 формат змінився на м'яку обкладинку, ціна знову впала до 2/6 і залишалася там до зміни назви на Імпульс. Ціна всіх дванадцяти випусків Імпульс становила 3/6. Кількість сторінок починалася з 96 і зросла до 128 із випуском 7. Випуски з 36 по 63 мали 112 сторінок, а фінальний дайджест мав 124 сторінки. Номери в м'якій обкладинці складали 128 сторінок під назвою Наукове фентезі та 160 сторінок для випусків Імпульс. Нумерація томів починалася з двох томів по три випуски, але другий том починався з тому 2, номер 4, замість того, щоб знову починати номер випуску з 1, як зазвичай робилося. З випуску 7 номер тому повністю вилучено.
Розклад спочатку був досить нерегулярним, з першими двома номерами, влітку та взимку 1950 року, за якими майже через рік вийшов зимовий випуск 1951—1952 років. За весною та осінню 1952 року прийшла весна 1953 року, а потім ще одна довга затримка сьомого випуску, датованого 1954 роком, без вказівки місяця чи сезону. Згодом розклад став більш регулярним, у травні 1954 року розпочався двомісячний розклад, який тривав до листопада 1955 року, за винятком того, що за вереснем 1954 року вийшов грудневий випуск, а за червнем 1955 року — вересень. Після лютого, травня та серпня 1955 року випуск за грудень 1956 року почав регулярну двомісячну серію, яка була затьмарена лише появою випуску за листопад 1959 року між серпневим і грудневим випусками. Після переходу на м'яку обкладинку послідовність була такою: червень–липень 1964 року, липень–серпень 1964 року, вересень–жовтень 1964 року, грудень 1964 року — січень 1965 року, січень–лютий 1965 року, а потім щомісяця з березня 1965 року до кінця.
Не було жодної антології, взятої виключно зі сторінок Наукового фентезі, але Weird Shadows From Beyond, редагований Джоном Карнеллом і опублікований Corgi Books у 1965 році, взяв вісім із десяти оповідань із журналу.
У 2013 році видавництво Borgo/Wildside у США опублікувало 371-сторінковий том, написаний Джоном Бостоном і куратором Демієном Бродеріком, під назвою «Дивні дороги: читання наукового фентезі, 1950–1967». У ньому обговорюється, іноді детально, кожен випуск, історія, автор, обкладинка і навіть реклама журналу.

## Нотатки
1. ↑  Ґіллінґс відчув себе зрадженим цим рішенням, і в поєднанні з сімейною втратою це призвело до того, що він зник зі світу британської наукової фантастики на двадцять років.[6]
2. ↑  План переходу на щомісячний графік було оголошено в редакційній статті серпневого випуску 1963 року; це було дивним з огляду на низький тираж, оскільки зазвичай щомісячний графік мав би запровадити лише успішний журнал.[1]
3. ↑  Партнер Ворбертона, Годфрі Голд, видавав журнали в стилі пін-ап, і також цікавився журналами з тієї ж причини.[8]
4. ↑  Цитата Майка Ешлі з приватного листування з Олдіссом.[1]
5. ↑  Насправді Карнелл був першим редактором, який купував у Робертса, але оповідання, які він придбав для Нових творів НФ, з'явилися лише після того, як Робертс з'явився в Науковому фентезі.[23]